# Noulens
Noulens è un comune francese di 102 abitanti situato nel dipartimento del Gers nella regione dell'Occitania.

## Società

### Evoluzione demografica
Abitanti censiti

## Amministrazione

### Gemellaggi
- Diano d'Alba, comune italiano